# Carlos Alejandro Sierra Fumero
Carlos Alejandro Sierra Fumero, noto semplicemente come Sandro (Arona, 14 ottobre 1974), è un ex calciatore spagnolo, di ruolo centrocampista.